# Tomasz Kiendyś
Tomasz Kiendyś, né le 23 juin 1977 à Krosno Odrzańskie, est un coureur cycliste polonais.

## Biographie
Tomasz Kiendyś commence sa carrière professionnelle en 2001 dans l'équipe Mikomax, devenue par la suite Knauf Team. Il remporte avec cette équipe le Szlakiem Walk Majora Hubala en 2005, puis la course par étapes polonaise Szlakiem Grodów Piastowskich en 2006, grâce à sa victoire dans le contre-la montre de la 2e étape. La même année, il remporte le Mazovia Tour, une étape de la Course de Solidarność et des champions olympiques et une étape du Rhône-Alpes Isère Tour. 
À la suite de ces bons résultats, il est recruté par CCC-Polsat, où il confirme ses bonnes dispositions. Il remporte en effet le Szlakiem Grodów Piastowskich pour la deuxième année consécutive, et deux fois le Szlakiem Walk Majora Hubala, en 2007 et 2008. En 2010, il devient le seul coureur à avoir remporté quatre fois cette course. Il remporte aussi le prologue de la Flèche du Sud 2007 au Luxembourg, qu'il termine à la deuxième place, et de nombreuses autres victoires de moindre importance en Pologne. Il termine ainsi les saisons 2007 et 2008 avec respectivement 5 et 6 victoires, presque toutes acquises dans son pays. 
En 2009, Kiendyś remporte une étape du Tour de Taïwan.

## Palmarès
- 2004
  - 3e du Szlakiem Grodów Piastowskich
- 2005
  - Szlakiem Walk Majora Hubala
  - 2e étape du Tour de Bulgarie (contre-la-montre par équipes)
- 2006
  - 2e étape du Rhône-Alpes Isère Tour
  - Szlakiem Grodów Piastowskich
    - Classement général
    - 2e étape

  - Dookola Mazowska
- 2007
  - Szlakiem Grodów Piastowskich
    - Classement général
    - 1re et 2e étapes

  - Szlakiem Walk Majora Hubala
  - Prologue de la Flèche du Sud
  - 2e de la Flèche du Sud
- 2008
  - Mémorial Andrzeja Trochanowskiego
  - 4e étape du Szlakiem Grodów Piastowskich
  - Grand Prix Jasnej Góry
  - 6e étape du Mazovia Tour
  - Szlakiem Walk Majora Hubala
  - 2e du Szlakiem Grodów Piastowskich
- 2009
  - 7e étape du Tour de Taïwan
  - 5e étape du Tour du Maroc
  - Puchar Ministra Obrony Narodowej
  - 2e du Mémorial Andrzeja Trochanowskiego
  - 3e du Mazovia Tour
- 2010
  - Szlakiem Walk Majora Hubala :
    - Classement général
    - 1re étape

  - 2e du Grand Prix Jasnej Góry
- 2011
  - Puchar Ministra Obrony Narodowej
- 2012
  - 1re étape du Bałtyk-Karkonosze Tour
- 2014
  - 1re étape du Dookoła Mazowsza (contre-la-montre par équipes)
- 2015
  - 1reb étape de la Semaine internationale Coppi et Bartali (contre-la-montre par équipes)
- 2016
  - 2e du Memorial im. J. Grundmanna J. Wizowskiego

## Classements mondiaux
| Année           | 2005 | 2006 | 2007 | 2008 | 2009 | 2010 | 2011 | 2012 | 2013 | 2014 |
| --------------- | ---- | ---- | ---- | ---- | ---- | ---- | ---- | ---- | ---- | ---- |
| UCI Africa Tour |      |      |      |      | 75e  |      |      |      |      |      |
| UCI Asia Tour   |      |      |      |      | 130e |      |      |      |      |      |
| UCI Europe Tour | 291e | 29e  | 15e  | 26e  | 254e | 522e | 459e | 682e | 364e | 527e |